# Żegałowo (Mordowia)
Żegałowo (ros. Жегалово) – wieś (ros. село, trb. sieło) w środkowej Rosji w Rejonie tiemnikowskim w Republice Mordowii.
W 2010 r. miejscowość liczyła sobie 349 mieszkańców.